# Les Proies du vampire
Pour les articles homonymes, voir Vampiro.
Pour plus de détails, voir Fiche technique et Distribution.
Les Proies du vampire (El vampiro) est un film d'épouvante fantastique mexicain sorti en 1957.
Réalisé par Fernando Méndez d'après une histoire de Ramón Obón Arellano, il est considéré comme le plus grand succès de la carrière du réalisateur et comme un film culte du cinéma mexicain.
En juillet 1994, le film est inclus dans la liste établie par la revue Somos des 100 meilleurs films mexicains de tous les temps.
En raison de son succès public, une suite intitulée Le Retour du vampire a été tournée pour sortir en salles en 1958. Mais elle n'a pas reçu un accueil aussi chaleureux que ce premier volet.

## Synopsis
Marta est une jeune femme qui se rend à l'hacienda Los Sicomoros, où elle a grandi, pour rendre visite à sa tante malade dans la Sierra Negra mexicaine. Dans le même train se trouve Enrique, un agent de voyages. Arrivée à la gare, la jeune femme découvre qu'il est impossible de poursuivre le voyage jusqu'au lendemain matin, car personne ne vient la chercher à l'hacienda et les habitants refusent de la conduire en raison de la nuit qui tombe. Marta accepte de poursuivre le voyage dans une vieille charrette, dépêchée pour convoyer une mystérieuse boîte provenant de Hongrie, et Enrique lui propose de l'accompagner. Arrivée à l'hacienda, Marta découvre que sa tante est morte et décide de rester avec le reste de la famille et les domestiques, sans savoir qu'elle est à la merci des vampires qui rôdent dans la région.

## Fiche technique
- Titre original mexicain : El vampiro[8]
- Titre français : Les Proies du vampire[9]
- Réalisation : Fernando Méndez
- Scénario : Hermann Bellinghausen, Alberto Cortés (es), Ramón Obón Arellano
- Photographie : Jorge Stahl Jr.
- Montage : Alfredo Rosas Priego
- Musique : Gustavo César Carrión
- Décors : Javier Torres Torija
- Maquillage : María del Castillo
- Production : Abel Salazar
- Société de production : Cinematográfica ABSA
- Pays de production :  Mexique
- Langue originale : espagnol
- Format : Noir et blanc - 1,37:1 - Son mono - 35 mm
- Genre : Film d'épouvante
- Durée : 83 minutes
- Date de sortie : 
  - Mexique : 4 octobre 1957
  - France : 2 octobre 1959
  - Belgique : 13 novembre 1959

## Distribution
- Abel Salazar : Dr. Enrique
- Ariadna Welter (es) : Marta González
- Germán Robles (es) : Comte Karol de Lavud / Duval
- Carmen Montejo (es) : Eloisa
- José Luis Jiménez : Emilio
- Mercedes Soler : Maria
- Alicia Montoya (es) : María Teresa
- José Chávez Trowe (es) : Anselmo
- Julio Daneri : Sirviente de Duval
- Amado Zumaya : Sirviente de Duval

## Production
C'est l'un des premiers films à montrer un vampire avec des canines allongées, un an avant Le Cauchemar de Dracula de la Hammer Films. Bien que Nosferatu le vampire de Friedrich Wilhelm Murnau ait de longues incisives, le Dracula de Tod Browning (interprété par Béla Lugosi) ne montrait pas du tout ses dents, alors que pour ce film, Germán Robles (es) a des dents bien visibles.

## Accueil critique
Ce film est classé 35e dans la liste des 100 meilleurs films mexicains, selon l'opinion de 25 critiques et spécialistes du cinéma mexicain, publiée par le magazine somos en juillet 1994.

« Le film, outre ses qualités intrinsèques qui placent Mendez au rang de cinéaste majeur, est historiquement important comme étape unique, carrefour incontournable — tel celui de cette forêt de studio admirablement éclairée auquel finissent par arriver le couple de voyageurs (couple voulu contemporains des spectateurs de l’époque) — entre l’acquis des années 1920, 1931-39, 1940-1945 et la modernité naissante de la Hammer Films d’une part et de l'American International Pictures et du fantastique italien de l’autre, voire même de notre Jean Rollin national qui non seulement le tenait en haute estime mais encore s’est peut-être inspiré de la séquence du livre qui tombe tout seul pour l'amplifier dans Le Frisson des vampires (Fr. 1970). Pour toutes ces raisons, et aussi pour l’interprétation surprenante de Robles, pour le plaisir brut surtout que procure chacune de ses visions, il faut apprécier cette résurrection du film à sa juste valeur, à savoir la restauration d’une œuvre-clé du cinéma fantastique. »

— Francis Moury sur DVDclassik